# Otto Maria Krämer
Otto Maria Krämer (* 1964 in Büderich)  ist ein deutscher Kirchenmusiker.
Krämer studierte Kirchenmusik  an der Folkwang-Hochschule in Essen und an der Robert Schumann Hochschule in Düsseldorf bei Wolfgang Seifen und Herbert Callhoff. 1994 legte er sein A-Examen ab.
Seit 1993 wirkt er als Kantor und Organist in Straelen am Niederrhein.
1995 wurde er zweiter Preisträger im Internationalen Orgelwettbewerb der Stadt Schwäbisch Gmünd im Rahmen des Festivals Europäischer Kirchenmusik und 1995 einziger Preisträger beim Concours d’Improvisation a l’orgue der Stadt Montbrison (Frankreich). Er lehrte als Gastdozent für Orgelimprovisation am Westminster Choir College in Princeton, N.J. 
Zahlreiche CD-Einspielungen (Aeolus). 
Seit 2013 hat er einen Lehrauftrag für Liturgisches Orgelspiel/Orgelimprovisation an der Hochschule für Musik und Tanz Köln.

## Kompositionen
- Fünf sinfonische Momente für Orgel
- Prélude et Fugue dansée sur le nom Gaston
- Messe brève
- Subvenite
- Exultate
- Missa Festiva